# Оуэн, Кен
Кен Оуэн (полное имя Кеннет Оуэн, родился 23 апреля 1970 года в деревне Билиндж графства Мерсисайд, Англия) — английский барабанщик, наиболее известный как один из основателей группы Carcass. Также он исполнял вокальные партии на первых трёх альбомах группы. В 1995 Кен Оуэн вместе с остальными участниками «Carcass» вошёл в группу «Blackstar». В феврале 1999 года он перенёс кровоизлияние в мозг и провел почти год в больнице, медленно выходя из комы. Это привело к частичному параличу и сделало невозможным дальнейшую игру на барабанах. Однако он оправился и позднее даже принимал участие в некоторых фестивалях, хотя и не мог играть так, как раньше. В 2013 году Оуэн был приглашён в качестве гостевого вокала в альбоме Surgical Steel группы Carcass, также снявшись в клипе «Unfit for Human Consumption» данного альбома. В настоящее время является студентом Института креативных технологий в Ноттингеме.